# Катастрофа Ту-154 под Казвином
Катастрофа Ту-154 под Казвином — крупная авиационная катастрофа, произошедшая 15 июля 2009 года около села Джаннатабад в Казвине (Иран). Авиалайнер Ту-154М авиакомпании Caspian Airlines выполнял плановый рейс RV-7908 по маршруту Тегеран—Ереван, но через 16 минут после взлёта свалился с эшелона и рухнул на землю после возгорания и разрушения двигателя № 1 (левый). Погибли все находившиеся на его борту 168 человек — 156 пассажиров и 12 членов экипажа.

## Самолёт
Ту-154М (регистрационный номер EP-CPG, заводской 87А748, серийный 0748) был выпущен Куйбышевским авиационным заводом (КуАПО) в апреле 1987 года. 20 апреля того же года был передан авиакомпании Bakhtar Afghan Airlines (борт YA-TAR). В 1988 году был взят в лизинг авиакомпанией Ariana Afghan Airlines, а в 1998 году был куплен авиакомпанией Caspian Airlines (в марте того же года его б/н сменился на EP-CPG). Оснащён тремя турбореактивными двигателями Д-30КУ-154-II производства Рыбинского моторостроительного завода. На день катастрофы совершил 16 248 циклов «взлёт-посадка» и налетал 26 593 часа.
По словам пресс-секретаря Главного управления гражданской авиации (ГУГА) Армении Нелли Черчинян, «разбившийся Ту-154М около месяца назад прошёл полное техническое обслуживание в аэропорту российских Минеральных Вод. После техобслуживания этот авиалайнер имел допуск к полётам до 2010 года включительно». Однако начальник штаба аэропорта Минеральные Воды Юрий Самсонов отказался подтвердить это сообщение.

## Экипаж и пассажиры
Состав экипажа рейса RV-7908 был таким:
- Командир воздушного судна (КВС) — Али Асхар Шир Акбари (англ. Ali Asghar Shir Akbari).
- Второй пилот — Джавад Масуми Хесари (англ. Javad Masoumi Hesari).
- Штурман — Махди Фирус Сухели (англ. Mahdi Firouse Souheil).
- Бортинженер — Нима Салехи Резве (англ. Nima Salehie Rezve).

В салоне самолёта работали 8 бортпроводников:
- Гаригури Барсеган (англ. Garigouri Barseghian),
- Сорен Могоумоуниан (англ. Soren Moughoumounian),
- Сейед Абас Гаим Магами (англ. Seied Abas Ghaeem Maghami),
- Амир Али Малеки Нежад (англ. Amir Ali Maleki Nejad),
- Ферешт Самаки Рахмат (англ. Feresht Samaki Rahmat),
- Саназ Аслани (англ. Sanaz Aslani),
- Мариам Фархади Хагхани (англ. Maryam Farhadi Haghani),
- Мариам Каман (англ. Maryam Kaman).

| Гражданство | Пассажиры | Экипаж | Всего |
| ----------- | --------- | ------ | ----- |
| Иран        | 107       | 12     | 119   |
| Армения     | 40        | 0      | 40    |
| Грузия      | 2         | 0      | 2     |
| Канада      | 2         | 0      | 2     |
| Австралия   | 2         | 0      | 2     |
| США         | 2         | 0      | 2     |
| Япония      | 1         | 0      | 1     |
| Всего       | 156       | 12     | 168   |

### Пассажиры
Мартик Тер-Аванесян, основатель технической ортопедии в Иране.
Среди пассажиров на борту находились 8 спортсменов и 2 тренера юношеской сборной Ирана по дзюдо. Они летели в Армению для проведения тренировок, а уже из Еревана они должны были вылететь в Венгрию для участия в соревнованиях.
Всего на борту самолёта находились 168 человек — 12 членов экипажа и 156 пассажиров.

## Катастрофа
Рейс RV-7908 вылетел из Тегерана в 11:17 IRST (10:47 MSK).
На высоте 8700 метров, во время набора высоты до заданного эшелона FL320 (9700 метров), экипаж сообщил о пожаре в двигателе № 1 (по другим данным, самолёт в этот момент уже находился на эшелоне FL340 — 10 200 метров). Далее лайнер резко изменил курс (сделал разворот на 270°) и начал стремительно терять высоту со средней вертикальной скоростью до 70 м/сек, на запросы авиадиспетчеров и экипажей ближайших самолётов пилоты не отвечали.
Спустя 3 минуты после начала падения с эшелона рейс RV-7908 рухнул на поле в 12 километрах от Казвина и полностью разрушился. На месте падения образовалась воронка глубиной 10 метров, обломки самолёта разлетелись на расстояние более 300 метров, один из бортовых самописцев впоследствии был найден в 4 километрах от места катастрофы. Погибли все 168 человек на борту самолёта, погибших и раненых на земле не было.

## Расследование
В соответствии с международным воздушным законодательством Межгосударственный авиационный комитет (МАК) сформировал группу специалистов, которая вылетела в Иран для участия в расследовании причин катастрофы. Её возглавлял заслуженный пилот СССР Георгий Александрович Ячменёв (Q125959859). Деятельность группы осуществлялась во взаимодействии с авиационными властями Ирана и в полном соответствии с положениями приложения 13 «Расследование авиационных происшествий и инцидентов» к Конвенции о международной гражданской авиации (ИКАО).
15 июля на месте катастрофы рейса 7908 были обнаружены два из трёх бортовых самописцев. Об этом со ссылкой на иранское телевидение (иранский англоязычный телеканал «Press TV») сообщил «Reuters»: «Найдены два „чёрных ящика“ пассажирского самолёта, который упал на северо-западе страны». Также сообщалось, что при ударе о землю самописцы оказались сильно повреждены, однако иранские специалисты надеются расшифровать записанную на них информацию (возможно, при участии российской стороны).
Позднее в четверг 16 июля был обнаружен третий бортовой самописец рейса 7908. По словам главы иранского общества Красного Креста и Красного Полумесяца Ахмада Исфандияры (англ. Ahmad Isfandiyara), самописец был найден в 4 километрах от места падения самолёта и был передан сотрудникам иранской службы безопасности полётов.
Иранские власти приступили к идентификации останков 156 пассажиров и 12 членов экипажа. Процедура осложнялась тем, что в момент сильнейшего удара о землю самолёт взорвался и его обломки и обгоревшие фрагменты тел были разбросаны на большой площади. «Мы нашли несколько голов, пальцев и паспорта пассажиров», — рассказал «Associated Press» местный житель Мустафа Бабашарверди (англ. Mustafa Babasharverdy). Заместитель министра транспорта Ирана Ахмад Маджиди (англ. Ahmad Majidi) заявил, что для идентификации останков будут проведены анализы ДНК родственников погибших. «Все собранные фрагменты тел, разбросанные на месте крушения, переданы в управление судмедэкспертизы города Казвин. Сегодня их отправят в Тегеран», — сказал Маджиди.
В конце августа 2009 года комиссия, расследовавшая причины катастрофы, сообщила, что причиной падения рейса 7908 стал отказ и последующее разрушение двигателя № 1 (левого).
В 2011 году в окончательном отчёте расследования была объявлена окончательная причина катастрофы рейса RV-7908 — разрушение диска компрессора низкого давления двигателя № 1. Разлетевшиеся обломки повредили топливопроводы и вызвали быстро распространяющийся пожар двигателя № 1, впоследствии приведший к потере управления самолётом.

## Последствия
Спустя год после катастрофы рейса RV-7908 в Иране был введён запрет на эксплуатацию авиалайнера Ту-154.